# Campeonato Cearense de Futebol de 2020 - Série B
O Campeonato Cearense de Futebol de 2020 - Série B (oficialmente, Campeonato Cearense da Série B 2020) foi a 28ª edição do torneio, organizado pela Federação Cearense de Futebol. 
Inicialmente previsto para iniciar no primeiro semestre, foi adiado devido a pandemia de COVID-19 e realizado entre outubro e dezembro. O Icasa consagrou campeão, retornando para Série A de 2021, após 4 anos ausente. Enquanto Campo Grande e Guarani de Juazeiro, este último pela primeira vez, foram rebaixados para a Série C. 

## Regulamento
O Campeonato será disputado em quatro fases: Primeira Fase, Quartas de Final, Semifinal e Final.
Na Primeira Fase, os dez clubes jogarão entre si em partidas de ida, totalizando nove jogos para cada clube. Ao final da Primeira Fase, os clubes colocados entre 1º e 8º lugares estarão classificados para as Quartas de Final. Ao final da Primeira Fase, os dois últimos colocados (9º e 10º) sofrerão descenso para a Série C de 2021.
Em caso de empate em pontos ganhos entre dois ou mais clubes ao final da Primeira Fase, o desempate, para efeito de classificação, será efetuado observando-se os critérios abaixo: 
1º) maior número de vitórias;
2º) maior saldo de gols; 
3º) maior número de gols pró;
4º) confronto direto (entre dois clubes somente);
5º) sorteio.
Nas quartas de Final, os 8 (oito) clubes classificados jogarão em partidas de ida e volta, com mando de campo do segundo jogo para o clube com melhor colocação na Primeira Fase, nos seguintes confrontos:
- GRUPO B: 1° Colocado x 8° Colocado
- GRUPO C: 2° Colocado x 7° Colocado
- GRUPO D: 3° Colocado x 6° Colocado
- GRUPO E: 4° Colocado x 5° Colocado

Nas quartas de final, ao final dos 2 (dois) jogos de cada confronto, o clube que somar o maior número de pontos ganhos estará classificado para a semifinal. Em caso de empate em pontos ganhos, o desempate para indicação do clube classificado do confronto será efetuado observando-se os critérios abaixo: 
1º) maior saldo de gols nas Quartas de Final;
2º) melhor colocação na Primeira Fase.
Na fase semifinal, os 4 (quatro) classificados das quartas de final serão ordenados do 1º ao 4º lugar conforme a campanha de cada clube na soma das fases anteriores (primeira fase e quartas de final). Os clubes jogarão em partidas de ida e volta, com mando de campo do segundo jogo para o clube com melhor campanha somadas as duas fases anteriores, nos seguintes confrontos:
- GRUPO F: 1° Colocado x 4° Colocado
- GRUPO G: 2° Colocado x 3° Colocado

Na semifinal, ao final dos 2 (dois) jogos de cada confronto, o clube que somar o maior número de pontos ganhos estará classificado para a final. Em caso de empate em pontos ganhos, o desempate para indicação do clube classificado de cada confronto será efetuado observando-se os critérios abaixo: 
1º) maior saldo de gols na Semifinal; 
2º) melhor campanha somadas as fases anteriores (primeira Fase e quartas de final).
Na final, os 2 (dois) classificados dos confrontos das semifinais jogarão em partida única, com o mando de campo do clube com melhor campanha na soma das fases anteriores (Primeira fase, quartas de final e semifinal). Em caso de empate ao final da partida, o clube com melhor campanha na soma das fases anteriores será o campeão.
Os 2 (dois) clubes finalistas ascenderão a Série A de 2021.

## Participantes
| Equipe              | Cidade            | Em 2019       | Estádio (capacidade) | Títulos            |
| ------------------- | ----------------- | ------------- | -------------------- | ------------------ |
| Campo Grande        | Juazeiro do Norte | 5°            | Mirandão (10.000)    | 0 (não possui)     |
| Crato               | Crato             | 3°            | Mirandão (10.000)    | 0 (não possui)     |
| Guarani de Juazeiro | Juazeiro do Norte | 10° (Série A) | Lírio Callou (3.000) | 2 (último em 2006) |
| Icasa               | Juazeiro do Norte | 7°            | Lírio Callou (3.000) | 2 (último em 2010) |
| Iguatu              | Iguatu            | 9º (Série A)  | Morenão (5.000)      | 1 (último em 2017) |
| Itapipoca           | Itapipoca         | 2º (Série C)  | Perilão (10.000)     | 2 (último em 2013) |
| Maranguape          | Maranguape        | 4°            | Moraisão (5.000)     | 0 (não possui)     |
| Pacatuba            | Pacatuba          | 1º (Série C)  | Moraisão (5.000)     | 0 (não possui)     |
| Tiradentes          | Fortaleza         | 6º            | Raimundão (7.800)    | 2 (último em 2015) |
| União               | Fortaleza         | 8°            | Raimundão (7.800)    | 0 (não possui)     |

## Primeira fase[5]
| Classificação | Classificação       | Classificação | Classificação | Classificação | Classificação | Classificação | Classificação | Classificação | Classificação | Classificação | Classificação |
| Pos           | Times               | Pts           | J             | V             | E             | D             | GP            | GC            | SG            | %             |               |
| ------------- | ------------------- | ------------- | ------------- | ------------- | ------------- | ------------- | ------------- | ------------- | ------------- | ------------- | ------------- |
| 1             | Icasa               | 20            | 9             | 6             | 2             | 1             | 21            | 10            | 11            | 74.07         |               |
| 2             | Crato               | 14            | 9             | 3             | 5             | 1             | 12            | 8             | 4             | 51.85         |               |
| 3             | Itapipoca           | 12            | 9             | 3             | 3             | 3             | 10            | 12            | -2            | 44.44         |               |
| 4             | Maranguape          | 12            | 9             | 2             | 6             | 1             | 8             | 8             | 0             | 44.44         |               |
| 5             | União-CE            | 11            | 9             | 3             | 2             | 4             | 12            | 18            | –6            | 40.74         |               |
| 6             | Iguatu              | 11            | 9             | 2             | 5             | 2             | 11            | 10            | 1             | 40.74         |               |
| 7             | Pacatuba            | 10            | 9             | 2             | 5             | 2             | 11            | 10            | 1             | 40.74         |               |
| 8             | Tiradentes-CE       | 10            | 9             | 3             | 1             | 5             | 14            | 17            | –3            | 37.04         |               |
| 9             | Campo Grande-CE     | 10            | 9             | 3             | 1             | 5             | 12            | 15            | –3            | 37.04         |               |
| 10            | Guarani de Juazeiro | 10            | 9             | 2             | 4             | 3             | 12            | 13            | –1            | 37.04         |               |

|  |                                   |
|  | Classificados para a Segunda Fase |
|  | Rebaixados para a Série C 2021    |

| Resultados          | Resultados | Resultados | Resultados | Resultados | Resultados | Resultados | Resultados | Resultados | Resultados | Resultados |
|                     | CAM        | CRA        | GJU        | ICA        | IGU        | ITP        | MGP        | PAC        | TIR        | UNI        |
| ------------------- | ---------- | ---------- | ---------- | ---------- | ---------- | ---------- | ---------- | ---------- | ---------- | ---------- |
| Campo Grande-CE     | —          |            |            | 1-1        |            | 3-0        | 4-1        |            |            | 1-2        |
| Crato               | 2-1        | —          | 1-1        |            | 1-1        |            |            | 2-0        | 4-1        |            |
| Guarani de Juazeiro | 4-1        |            | —          |            | 1-1        |            | 0-0        |            |            | 2-2        |
| Icasa               |            | 3-1        | 3-1        | —          |            | 4-1        |            | 2-0        | 5-3        |            |
| Iguatu              | 1-0        |            |            | 1-2        | —          |            | 1-1        |            |            | 5-2        |
| Itapipoca           |            | 1-1        | 3-1        |            | 0-0        | —          |            | 1-0        | 2-0        |            |
| Maranguape          |            | 0-0        |            | 1-1        |            | 1-1        | —          | 1-0        |            | 2-0        |
| Pacatuba            | 4-0        |            | 0-1        |            | 0-0        |            |            | —          | 1-0        |            |
| Tiradentes-CE       | 0-1        |            | 2-1        |            | 3-1        |            | 1-1        |            | —          | 4-1        |
| União-CE            |            | 0-0        |            | 1-0        |            | 2-1        |            | 2-3        |            | —          |

| Legenda: Vitória do mandante — Vitória do visitante — Empate Em vermelho os jogos da próxima rodada; Em negrito os jogos "clássicos". |

## Fase final
Em itálico, os times que possuem o mando de campo no primeiro jogo do confronto e em negrito os times classificados.
|  | Quartas-de-final    | Quartas-de-final    | Quartas-de-final    | Quartas-de-final    |   |        | Semifinais          | Semifinais          | Semifinais          | Semifinais          |  |  | Final         | Final         | Final         | Final         |
|  | 24 a 28 de novembro | 24 a 28 de novembro | 24 a 28 de novembro | 24 a 28 de novembro |   |        | 02 a 05 de dezembro | 02 a 05 de dezembro | 02 a 05 de dezembro | 02 a 05 de dezembro |  |  | 8 de dezembro | 8 de dezembro | 8 de dezembro | 8 de dezembro |
|  |                     |                     |                     |                     |   |        |                     |                     |                     |                     |  |  |               |               |               |               |
|  | Icasa               | 0                   | 5                   | 5                   |   |        |                     |                     |                     |                     |  |  |               |               |               |               |
|  | Tiradentes-CE       | 0                   | 1                   | 1                   |   |        |                     |                     |                     |                     |  |  |               |               |               |               |
|  | Tiradentes-CE       | 0                   | 1                   | 1                   |   | Icasa* | 1                   | 2                   | 3                   |                     |  |  |               |               |               |               |
|  |                     |                     |                     |                     |   | Icasa* | 1                   | 2                   | 3                   |                     |  |  |               |               |               |               |
|  |                     | Itapipoca           | 0                   | 3                   | 3 |        |                     |                     |                     |                     |  |  |               |               |               |               |
|  | Itapipoca           | Itapipoca           | 0                   | 3                   | 3 | 1      | 2                   | 3                   |                     |                     |  |  |               |               |               |               |
|  | Itapipoca           |                     |                     |                     |   | 1      | 2                   | 3                   |                     |                     |  |  |               |               |               |               |
|  | Iguatu              | 2                   | 0                   | 2                   |   |        |                     |                     |                     |                     |  |  |               |               |               |               |
|  |                     |                     |                     |                     |   |        |                     |                     |                     |                     |  |  | Icasa         | 2             |               |               |
|  |                     |                     | Crato               | 0                   |   |        |                     |                     |                     |                     |  |  |               |               |               |               |
|  | Crato               | 2                   | 2                   | 4                   |   |        |                     |                     |                     |                     |  |  |               |               |               |               |
|  | Pacatuba            | 1                   | 1                   | 2                   |   |        |                     |                     |                     |                     |  |  |               |               |               |               |
|  | Pacatuba            | 1                   | 1                   | 2                   |   | Crato* | 2                   | 1                   | 3                   |                     |  |  |               |               |               |               |
|  |                     |                     |                     |                     |   | Crato* | 2                   | 1                   | 3                   |                     |  |  |               |               |               |               |
|  |                     | Maranguape          | 0                   | 1                   | 1 |        |                     |                     |                     |                     |  |  |               |               |               |               |
|  | Maranguape          | Maranguape          | 0                   | 1                   | 1 | 1      | 2                   | 3                   |                     |                     |  |  |               |               |               |               |
|  | Maranguape          |                     |                     |                     |   | 1      | 2                   | 3                   |                     |                     |  |  |               |               |               |               |
|  | União-CE            | 1                   | 1                   | 2                   |   |        |                     |                     |                     |                     |  |  |               |               |               |               |

## Premiação
| Campeão Cearense 2020 - Série B |
| ------------------------------- |
| Icasa Campeão (3° título)       |